# Leptosia hybrida
Leptosia hybrida is een vlindersoort uit de familie van de Pieridae (witjes), onderfamilie Pierinae.
Leptosia hybrida werd in 1952 beschreven door Bernardi.